# Maeve Brennan
Maeve Brennan (* 6. Januar 1917 in Dublin; † 1. November 1993 in New York City) war eine irisch-amerikanische Journalistin und Schriftstellerin.

## Leben
Maeve Brennan siedelte 1934 mit ihrer Familie in die USA über, da ihr Vater Robert Brennan an der irischen Vertretung in Washington, D.C. beruflich tätig wurde. Zuerst arbeitete sie als Werbetexterin für Harper’s Bazaar. Seit 1949 war sie in der Redaktion des New Yorker, wo sie bis 1973 Rezensionen, Essays und Prosaarbeiten veröffentlichte und auch Truman Capote traf.
Die Tochter des Gesandten der irischen Republik in den USA heiratete ihren Chefredakteur St. Clair McKelway vom New Yorker. Sie lebte mit ihm für einige Jahre auf der Ostseite des Hudson River nahe bei New York in der kleinen Siedlung Sneden’s Landing, die heute Palisades heißt. Der Ort ist Schauplatz der Erzähl-Sammlung Tanz der Dienstmädchen. New Yorker Geschichten.
Brennan litt später unter schizophrenen Schüben und wurde mehrfach in psychiatrische Kliniken eingewiesen. Die als junge Frau durch Schönheit, Witz und Schlagfertigkeit hervorstechende Autorin starb im Alter von 76 Jahren 1993 vereinsamt und verarmt in New York.

## Werk
Viele der von Brennan geschriebenen Werke wurden erst postum veröffentlicht. Ihre Novelle Die Besucherin (The Visitor) hatte sie in den 1940er-Jahren verfasst; das Werk wurde erst Ende der 1990er-Jahre in einem Archiv entdeckt und mit großem Erfolg im Jahr 2000 in den USA sowie 2001 in England und Irland veröffentlicht. Die deutsche Ausgabe erschien 2003. Der Band Mr. und Mrs. Derdon versammelt verschiedene,  zwischen 1952 und 1973 entstandene Kurzgeschichten über das Dubliner Ehepaar Hubert und Rose Derdon. Die deutsche (Teil-)Ausgabe erschien 2006.

### Publikationen
In Klammern sind das Original-Erscheinungsjahr sowie – sofern vorhanden – der Titel der deutschen Übersetzung und das Ersterscheinungsjahr der deutschen Ausgabe angegeben.
- In and Out of Never-Never Land (Kurzgeschichten, 1969).
- The Long-Winded Lady: Notes from the New Yorker (nicht-fiktionale Kurzgeschichten, 1969).
- Christmas Eve (Kurzgeschichten, 1974).
- The Springs of Affection: Stories of Dublin. Kurzgeschichten, 1997
- The Long-Winded Lady: Notes from the New Yorker (erweiterte Ausgabe, 1998).
- The Rose Garden: Short Stories (Kurzgeschichten, 2000; deutsch 2010).
- The Visitor (Novelle, 2000; deutsch 2003).

Deutsche Ausgaben (Auswahl)
- Die Besucherin. Novelle (Originaltitel: The Visitor). Aus dem Englischen und mit einem Nachwort von Hans-Christian Oeser. Steidl, Göttingen 2003. ISBN 3-88243-937-8.
- Mr. und Mrs. Derdon. Geschichten einer Ehe (Originaltitel: The Springs of Affection. Stories of Dublin). Übers. Hans-Christian Oeser. Steidl, Göttingen 2006.
- Der Teppich mit den großen pinkfabenen Rosen. Übers. Hans-Christian Oeser. Steidl, Göttingen 2007. ISBN 3-86521-247-6
- Der Morgen nach dem großen Feuer. Erzählungen. Übers. Hans-Christian Oeser. Steidl, Göttingen 2009. ISBN 978-3-86521-880-3
- Tanz der Dienstmädchen. New Yorker Geschichten (Originaltitel: The Rose Garden). Übers. Hans-Christian Oeser. Steidl, Göttingen 2010. ISBN 978-3-86930-078-8
- New York, New York. Kolumnen (Originaltitel: The Long-Winded Lady: Notes from the New Yorker). Aus dem Englischen von Hans-Christian Oeser. Steidl, Göttingen 2012. ISBN 978-3-86930-466-3.
- Bluebell. Aus dem Englischen von Hans-Christian Oeser. Steidl, Göttingen 2013. ISBN 978-3-86930-664-3.[2]
- Sämtliche Erzählungen (2 Bd.). Aus dem Englischen von Hans-Christian Oeser. Steidl, Göttingen 2017. ISBN 978-3-95829-209-3